# Dniprowske
Dniprowske (ukrainisch Дніпровське; russisch Днепровское Dneprowskoje) ist eine Siedlung städtischen Typs in der ukrainischen Oblast Dnipropetrowsk mit 5600 Einwohnern (2018).

## Geographie
Dniprowske liegt am zum Kamjansker Stausee angestauten Dnepr im Rajon Werchnjodniprowsk und grenzt im Südosten an die zum Rajon Krynytschky gehörende Ortschaft Auly und im Südosten an Nowomykolajiwka. Dniprowske befindet sich 29 km nordwestlich von Kamjanske, 70 km westlich des Oblastzentrums Dnipro und 14 km südöstlich des ehemaligen Rajonzentrums Werchnjodniprowsk.

## Geschichte
1951 als Arbeitersiedlung für eine neu gebaute Stärke- und Sirupmühle gegründet, besitzt Dniprowske seit dem 19. März 1957 den Status einer Siedlung städtischen Typs. Die "JSC Dnipro Stärke und Sirup Mühle", die hauptsächlich Mais zu Melasse, Maisöl, Furfural und Glucosesirup verarbeitet, ist auch heute noch der größte Arbeitgeber des Ortes und hat einen eigenen Eisenbahnanschluss.
Am 12. Juni 2020 wurde die Siedlung ein Teil der Stadtgemeinde Werchnjodniprowsk, bis dahin bildete sie die gleichnamige Landgemeinde Dniprowske (Дніпровська селищна рада/Dniprowska selyschtschna rada) im Osten des Rajons Werchnjodniprowsk.
Am 17. Juli 2020 kam es im Zuge einer großen Rajonsreform zum Anschluss des Rajonsgebietes an den Rajon Kamjanske.

## Bevölkerung
| 1959 | 1970 | 1979 | 1989 | 2001 | 2018 |
| ---- | ---- | ---- | ---- | ---- | ---- |
| 1245 | 5950 | 6115 | 6086 | 5810 | 5628 |

Quelle: